# Radetzkymarsch (1965)
Radetzkymarsch ist ein zweiteiliger deutsch-österreichischer Fernsehfilm des Regisseurs Michael Kehlmann nach dem Roman Radetzkymarsch von Joseph Roth. Erstausstrahlung war am 18. April 1965. Von dem Fernseh-Zweiteiler wurde eine Kinofassung montiert, die in der Sowjetunion und anderen Ländern aufgeführt wurde.

## Handlung
Das Geschehen setzt erst mit der zweiten Generation der Trottas ein. Über den „Helden von Solferino“, den wegen der Rettung von Kaiser Franz Joseph in der Schlacht von Solferino (Lombardei) geadelten Vater des Bezirkshauptmanns und Großvater des jungen Leutnants Trotta, wird nur gelegentlich rückblickend erzählt.
Franz Freiherr von Trotta und Sipolje ist Bezirkshauptmann in einer mährischen Kleinstadt, vor dessen Amtsgebäude jeden Sonntag der Radetzkymarsch gespielt wird. Sein Sohn, der Leutnant Carl Joseph Trotta von Sipolje, lässt sich mit der verheirateten Kathi ein, und als sie schwanger wird und stirbt, ist er voller Gewissensbisse.
Als er die Frau seines Freundes, des Stabsarztes Dr. Demant, nach Hause begleitet und dabei am Offizierskasino vorbeikommt, hat das furchtbare Folgen: Die Offiziere unterstellen ihm ein Verhältnis mit der Frau, und als Rittmeister Graf Tattenbach deshalb den Ehemann der Frau beleidigt, bleibt diesem nichts übrig, als Tattenbach zum Duell zu fordern. Beim Duell wird Dr. Demant tödlich verwundet, und der junge Trotta sieht sich erneut als eigentlich Schuldigen.
Mit einer Abteilung Soldaten trifft er auf einem Fabriksgelände ein, wo Arbeiter rebellieren, und gegen seinen Willen muss er den Soldaten den Befehl geben, auf die Arbeiter zu schießen. In einem galizischen Provinznest, wo sich die Offiziere im Kasino vergnügen, übernimmt Trotta die Bürgschaft für einen beim Kasinobetreiber Kapturak verschuldeten Kameraden. Bald darauf steht Trotta mit dessen Schulden da, und nur eine Intervention seines Vaters bei Kaiser Franz Joseph rettet ihn vor dem Untergang.
Im Ersten Weltkrieg schließlich findet er an einem gefährlichen Frontabschnitt unter seinen Soldaten keinen, der an einem exponierten Brunnen Wasser holen will. So geht er selbst und wird dabei tödlich getroffen. Als den einsamen Vater die Nachricht vom Tod seines Sohnes erreicht, verliert er die zuvor immer wieder mühsam aufrechterhaltene Fassung. Zwei Jahre später kommt dem Bezirkshauptmann das Gerücht Der Alte stirbt zu Ohren. Er reist sofort nach Wien, wo Franz Joseph im Sterben liegt. Baron Trotta wird ihn nur um wenige Tage überleben.

## Besonderheit
Die Figur des Kaisers Franz Joseph ist die einzige, deren Gedanken man in Form von Selbstgesprächen zu hören bekommt. Diese skizzieren hier eine vom hohen Alter gezeichnete und daher schon etwas senile, eher bieder-einfältige Persönlichkeit.

## Kritiken
„Ein junger Mann, Enkel des „Helden von Solferino“, der einst dem Kaiser das Leben rettete, bricht unter den übermächtigen soldatisch-patriarchalischen Traditionen, von denen seine Familie durchdrungen ist, langsam zusammen.“

In der zeitgenössischen Kritik wurde von österreichischen Konservativen die Tatsache kritisiert, dass Kaiser Franz Joseph im Film kurz im Nachthemd zu sehen ist. Dies wurde damals von Einigen als würdelos angesehen.

## Weitere Verfilmung
In den ’90er Jahren wurde Radetzkymarsch unter der Regie von Axel Corti (und Gernot Roll) ein weiteres Mal verfilmt, siehe 
Radetzkymarsch (1995).